# Мостасаль
Мостасаль (ісп. Mostazal) — комуна в Чилі. Адміністративний центр комуни — місто Сан-Франсиско-де-Мостасаль. Населення - 12037 чоловік (2002). Комуна входить до складу провінції Качапоаль і регіону Лібертадор-Хенераль-Бернардо-О'Хіггінс.
Територія — 524 км². Чисельність населення — 25 343 мешканців (2017). Щільність населення - 48,4 чол./км².

## Розташування
Місто Сан-Франсиско-де-Мостасаль розташоване за 20 км на південний захід від адміністративного центру області міста Ранкагуа.
Комуна межує:
- на півночі - з комунами Пайне, Пірке
- на сході - з комуною Сан-Хосе-де-Майпо
- на півдні - з комуною Кодегуа
- на заході - з комуною Гранерос